# Der Mai ist gekommen
Der Mai ist gekommen ist ein spätromantisches deutsches Frühlingsgedicht mit Worten von Emanuel Geibel aus dem Jahr 1841, entstanden bei Schloss Escheberg, das in der Vertonung von Justus Wilhelm Lyra aus dem Jahr 1842, veröffentlicht 1843, auch als Frühlings- und Wanderlied populär wurde. Die Jahresangabe 1835 für den Text, die die Entstehung in Geibels Bonner Studentenzeit verlegt, ist eine „poetische Fiktion“, die von Geibel selber in seinem Gedicht „Ich fuhr von St. Goar“ erschaffen wurde.

## Text

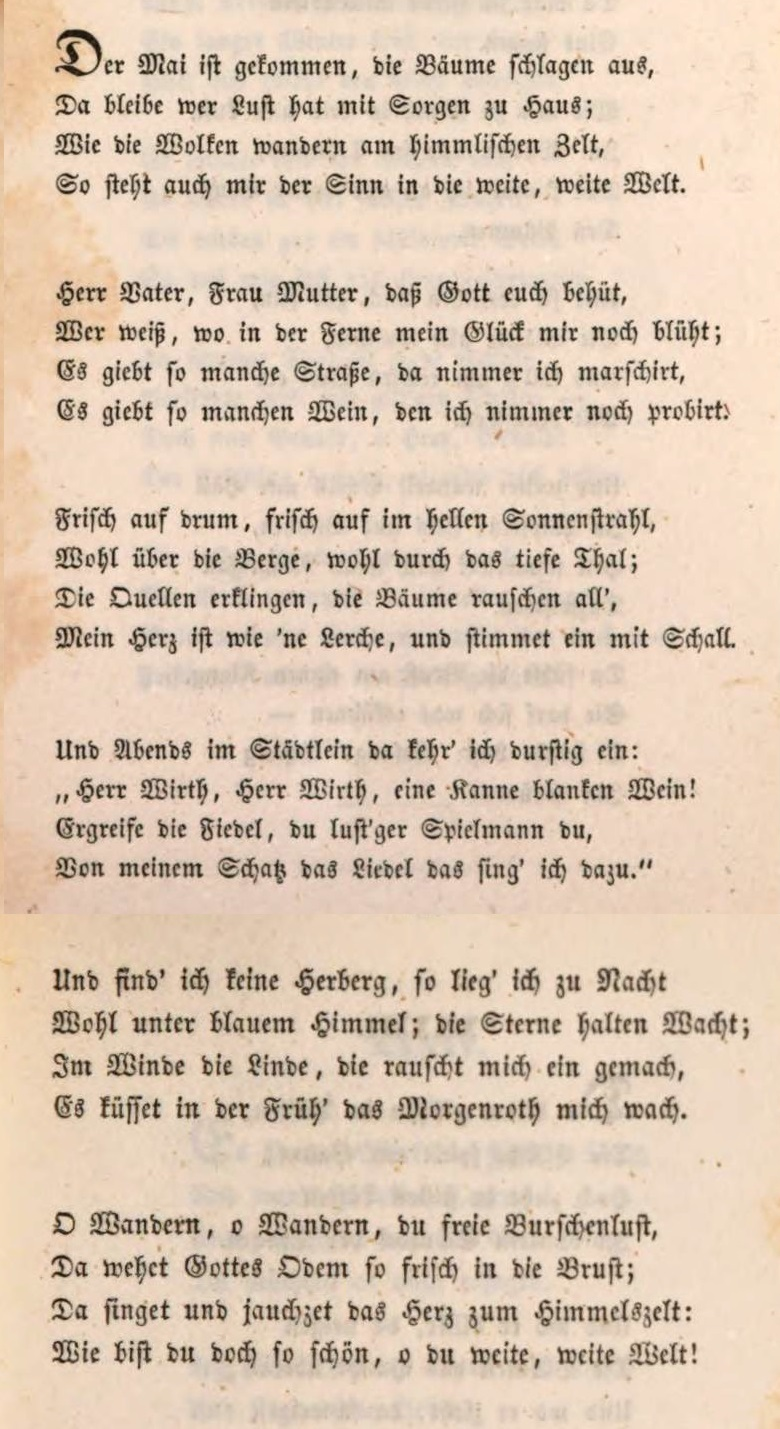
„Der Mai ist gekommen“ in Gedichte von Emanuel Geibel, Berlin 1848

| 1. Der Mai ist gekommen, die Bäume schlagen aus, da bleibe, wer Lust hat, mit Sorgen zuhaus; wie die Wolken dort wandern am himmlischen Zelt, so steht auch mir der Sinn in die weite, weite Welt.                 | 2. Herr Vater, Frau Mutter, dass Gott euch behüt! Wer weiß, wo in der Ferne mein Glück mir noch blüht? Es gibt so manche Straße, da nimmer ich marschiert, es gibt so manchen Wein, den ich nimmer noch probiert. |
| 3. Frisch auf drum, frisch auf drum im hellen Sonnenstrahl— wohl über die Berge, wohl durch das tiefe Tal. Die Quellen erklingen, die Bäume rauschen all; mein Herz ist wie ’ne Lerche und stimmet ein mit Schall. | 4. Und abends im Städtlein, da kehr ich durstig ein: „Herr Wirt, eine Kanne, eine Kanne blanken Wein!“ Ergreife die Fiedel, du lust’ger Spielmann du, von meinem Schatz das Liedel, das sing ich dazu.            |
| 5. Und find ich keine Herberg, so lieg ich zu Nacht wohl unter blauem Himmel, die Sterne halten Wacht. Im Winde die Linde, die rauscht mich ein gemach, es küsset in der Frühe das Morgenrot mich wach.            | 6. O Wandern, o wandern, du freie Burschenlust! Da weht Gottes Odem so frisch in die Brust, da singet und jauchzet das Herz zum Himmelszelt: wie bist du doch so schön, du weite, weite Welt!                     |

## Melodie
Musik: Justus W. Lyra Text: Emanuel Geibel
Justus W. Lyra bediente sich für diese Melodie weitgehend bei W. A. Mozarts "Ländlerischem Tanz" KV 606, Nr. 3.

## Geschichte
Im Mai 1842 ist das Lied zum ersten Mal veröffentlicht worden, und zwar in der in Kassel erscheinenden Zeitschrift Der Salon, einem „Unterhaltungsblatt für Gebildete“. Das Gedicht wurde von mehreren Komponisten vertont, u. a. von Friedrich Kücken (op. 53,5) und Vinzenz Lachner (op. 15,2); es war jedoch die volksliedhafte Melodie von Lyra, die das Lied populär machte.
Im 20. Jahrhundert wurde „Der Mai ist gekommen“ als Frühlings- und Wanderlied gesungen. Durch den Satz von Friedrich Silcher (zuerst veröffentlicht in XII Volkslieder, 8. Heft, op. 50, Tübingen 1846) war und ist es noch heute bei vielen Chören beliebt.

## Brauchtum
Eine lokale Tradition besteht in Osnabrück, Lyras Geburtsort, wo seit 1905 alljährlich am Abend des 30. April an einem ihm zu Ehren 1905 errichteten Gedenkstein der Mai eingesungen wird.“

## Parodie
Populäre Lieder werden häufig parodiert; so auch „Der Mai ist gekommen“. Das Liederlexikon stellt eine Fassung von Kurt Mehl vor, die am 4. Mai 1978, in Welt der Arbeit. Wochenzeitung des Deutschen Gewerkschaftsbundes, Nr. 18, veröffentlicht wurde:
| Mailied der Erwerbslosen | Mailied der Erwerbslosen |
| --- | --- |
| 1. Der Mai ist gekommen, der Setzer flog raus und fegt, wenn er Glück hat, die Lagerhalle aus! Der Computer, was tut er? Na, er ersetzt die Arbeitskraft, und so wird elektronisch der Fortschritt geschafft!                        | 2. Herr Otto Graf Lambsdorff,[6] daß Gott Euch behüt! Wer weiß, wann in der Ferne das Glück uns noch blüht? Ich lieg’ auf der Straße, wo früher ich ins Werk marschiert, und bin bei Herrn Stingl[7] auf Dauer abonniert! |
| 3. Frisch auf drum, frisch auf drum, im hellen Sonnenlicht; wer da sucht, der wird finden, nur Arbeit find’t er nicht! Die Volksreden klingen aus Bonn berauschend allemal, und ich putze die Klinken, die Lage ist fatal.           | 4. Auf Endstation Sozialamt, da kehrt’ ich neulich ein: „Herr Amtmann, ich bitte, Sie mögen mir verzeih’n! Gewähret aus Güte mir einen neuen Zuschuß noch, denn von meinem Bau die Miete, die ist mir zu hoch!“           |
| 5. Und flieg’ ich auch dort raus, so lieg’ ich zur Nacht wohl unter blauem Himmel, der Datenschutz hält Wacht; die Deutschmark wird weltstark, der Kanzler mahnt zur Bürgerruh’, und ich decke mich einstweilen mit Fehlanzeigen zu! | |